# UnitedHealthcare Professional Cycling Team (Frauenradsport)
Das UnitedHealthcare Professional Cycling Team war ein amerikanisches Radsportteam im Frauenradsport mit Sitz in Oakland.

## Organisation und Geschichte
Das Team wurde war das Frauenteam des gleichnamigen Männerradsportteams UnitedHealthcare Professional Cycling zur Saison 2014 gegründet und war als UCI Women's Team lizenziert. Ihre Siege erzielten die Fahrerinnen des Team vorwiegend bei Rennen auf dem amerikanischen Kontinent. Von der Anzahl der Siege war das Team eines der erfolgreichsten seiner Zeit.
2015 stellte das Team mit Linda Villumsen die Weltmeisterin im Einzelzeitfahren. Mit einem Etappenerfolg bei der Kalifornien-Rundfahrt 2017 und zwei Eappenerfolgen im Jahr 2018 erzielte Katie Hall für das Team drei Siege auf der UCI Women’s WorldTour. Weitere bekannte ehemalige Teammitglieder sind unter anderem Ruth Edwards, Leah Thomas, Coryn Labecki und Lauretta Hanson.
Nachdem der Hauptsponsor, das Versicherungsunternehmen UnitedHealthcare, seine Finanzierung der Mannschaft beendet hatte, stellte das Team seine Aktivitäten zum Saisonende 2018 ein.

## Saisonerfolge
| Rennserie                 | 2014 | 2015 | 2016 | 2017 | 2018 |
| ------------------------- | ---- | ---- | ---- | ---- | ---- |
| UCI Women’s WorldTour     | -    | -    | -    | 1    | 2    |
| andere UCI-Rennen         | 7    | 11   | 8    | 13   | 10   |
| nationale Meisterschaften | 3    | 1    | 2    | 1    | -    |

## Platzierungen in UCI-Ranglisten
UCI World Ranking
| UCI Ranking | UCI Ranking | UCI Ranking         | UCI Ranking |
| Jahr        | Teamwertung | Einzelwertung       |             |
| ----------- | ----------- | ------------------- | ----------- |
| 2014        | 11.         | Mara Abbott (21. )  |             |
| 2015        | 10.         | Coryn Rivera (41. ) |             |
| 2016        | 17.         | Coryn Rivera (36. ) |             |
| 2017        | 12.         | Ruth Edwards (27. ) |             |
| 2018        | 13.         | Leah Thomas (34. )  |             |
|             |             |                     |             |
| Quelle: UCI |             |                     |             |

UCI Women’s WorldTour
| UCI World Tour | UCI World Tour | UCI World Tour      | UCI World Tour |
| Jahr           | Teamwertung    | Einzelwertung       |                |
| -------------- | -------------- | ------------------- | -------------- |
| 2016           | 17.            | Coryn Rivera (40. ) |                |
| 2017           | 15.            | Katie Hall (41. )   |                |
| 2018           | 17.            | Katie Hall (31. )   |                |
|                |                |                     |                |
| Quelle: UCI    |                |                     |                |